# Wendlandia appendiculata
Wendlandia appendiculata är en måreväxtart som beskrevs av Nathaniel Wallich och Joseph Dalton Hooker. Wendlandia appendiculata ingår i släktet Wendlandia och familjen måreväxter.
Artens utbredningsområde är Nepal. Inga underarter finns listade i Catalogue of Life.